# 日本麻將的目無問題
日本麻將的目無問題（日語：麻雀の目無し問題），是在日本麻將的比賽當中，選手如何去應對已經幾乎確定無法取勝時的問題。

## 概要
在麻將大賽當中，有時候會產生排名較低的選手無論如何無法優勝的情形，這種情形稱作「目無（目無し）」。目可以表示「希望」，故可以理解為「無望」優勝的意思。
在競技麻將中有選手發生目無時，該選手的打牌方式會對其他家產生有利或不利的情形，所以必須決定遇到目無時的對策及選擇。
最早提及目無問題的作品是日本漫畫家片山政幸在《近代麻雀original》上連載的〈No Mark爆牌黨〉。
作品中在麻將比賽時，已經目無的岩田故意放槍給可能獲得優勝的第二名選手，經其他選手詢問理由後，他回答：當已經不可能逆轉時，可以有三種選擇，分別是：「1. 什麼都不做」「2. 在這個半莊努力拿到1位」「3. 不讓1位輕易獲勝」，而他選擇3的理由是，炒熱氣氛以回應觀眾的期待也是選手的工作。

## 目無狀態的打牌選擇

### 盡量不影響場況打牌
這是不影響想爭奪第一名的選手時選擇的方法。
雖然這種方法乍看下很像什麼都不做的情況，但嚴格說起來，這種方法必須完全棄胡、不打出其他選手想要的牌等，所以不能算在什麼都不做的範圍裡。部分團體亦將其視為潛規則。
但是另一方面，由於選手完全棄胡，放槍給1位的機率降低，而2位的連莊率也隨之提升；而且不照正常思路打牌也不能說對場況沒有影響。

### 完全自摸切
自摸切是指單純把摸到的牌直接打出去的方法，這種方法是不考慮自己的手牌，一直自摸切以示公平的選擇。
雖然和前一種選擇類似，盡量不影響場況，但有著容易放槍及容易被下家吃牌的問題。

### 盡量聽牌
雖然獲勝的機率低到天文數字層級，但仍想保留一點可能性的方法。
有為了聽牌而無法避免放槍的問題。

### 爭取單場比賽（半莊）的首位
正常打牌。
這種方法有因影響其他選手順位而成為造王者的嫌疑。

### 其他
如漫畫作品所述，單純炒熱氣氛，或是一味只胡役滿等。

## 競技麻將中發生的目無例子

### 第7期雀王決定戰（2008年）
最後一場第20輪南4局1本場、莊家是鈴木達也。
優勝條件為：
1位 鈴木達也：流局或胡任何牌。
2位 小倉孝：1200點以上胡牌、500-1000的自摸、或胡鈴木達也1000點。
3位 鈴木太郎（以下簡稱太郎）：胡小倉孝三倍役滿。
小倉在16巡時片聽門風牌北風，太郎也在17巡聽牌。根據場況，如果鈴木達也為了維持1位而選擇不聽牌，進而結束比賽，太郎的決定會影響雀王的歸屬——鈴木達也若不宣告聽牌，而太郎選擇聽牌，則鈴木達也與赤坂げんき需罰符給聽牌的太郎與小倉孝，此時小倉孝獲得優勝；鈴木達也與太郎如果雙雙不宣告聽牌，則鈴木達也獲得優勝。
依據日本麻將的規定，正常情況下聽牌宣言是從莊家開始進行，所以進行宣言的順序會是鈴木達也（莊家）先，太郎在後。太郎為了避免自己決定誰獲勝的情形發生，在規則允許下在最後一巡自摸時宣告立直，目的在於告訴鈴木達也自己會表示聽牌，這樣鈴木也留存一點自己獲勝的可能性（鈴木達也有聽牌的話比賽會繼續進行，反之則結束）。
但是比賽最後，因為鈴木達也已經拆了手牌避免放槍，所以沒有聽牌，進而讓第二名的小倉孝拿到了雀王位。
|      | 選手       | 點數  | 總積分 |
| ---- | ---------- | ----- | ------ |
| 東家 | 鈴木達也   | 46300 | +130.5 |
| 南家 | 鈴木太郎   | 45800 | -3.9   |
| 西家 | 赤坂げんき | 3300  | -351   |
| 北家 | 小倉孝     | 4600  | +222.4 |

### 第28期十段戰決勝戰（2011年）
最終戰12回戰南3局5本場（供託1），莊家是堀内正人。
結算時1位瀬戸熊直樹和2位堀内正人有31.8的點差，和3位的森山茂和有91.4的點差。
南3局5本場，森山茂和胡了莊家堀内正人3900點。森山茂和雖然在這個半莊獲得1位，但由於森山茂和已經沒有莊家，尾莊又是1位的瀬戸熊，幾乎不可能在整體獲得首位。
|      | 選手       | 點數  | 總積分 |
| ---- | ---------- | ----- | ------ |
| 東家 | 堀内正人   | 38800 | +55.1  |
| 南家 | 瀬戸熊直樹 | 28200 | +97.5  |
| 西家 | 三戸亮祐   | 16600 | -76.3  |
| 北家 | 森山茂和   | 35400 | -1.1   |

經過這局後，南4局的優勝條件為：
1位 瀬戸熊直樹：流局。
2位 堀内正人：胡兩倍役滿、自摸三倍滿或直擊瀬戸熊跳滿。
3位 森山茂和：自摸兩倍役滿或直擊瀬戸熊兩倍役滿。
森山此胡讓他自己難以再爭奪總優勝的位置，因此也獲得了一些爭議。

### 四神降臨 2017王座決定戰（2017年）
最終戰4回戰南3局。1位多井隆晴與2位近藤誠一有56.5的點差。
目無狀態的4位角谷ヨウスケ在知會其他三人後全程自摸切直到結束，雖然規則上沒有問題，但事後在日本Pro麻雀協會的官方網站上，放上了角谷及代表理事五十嵐毅的道歉文。

### M聯盟2020-21賽季決賽（2021年）
最終戰之前，赤坂驅動力隊伍只有2個末位，失分不多，但与榜首相差甚远。雖然赤坂驅動力在決賽前11個半莊沒有拿到首位，已經遠遠落後于其他隊伍，但村上淳還是為赤坂驅動力在最終戰拿到首位，避免了決賽中一個首位都無法獲得的尷尬場景。但是在最終戰自己的親家被下莊以後，處於目無狀態的村上淳仍然爲了最終戰的首位積極打牌，并且在南3局放銃給當時處於總分首位、想要快速結束比賽的EX風林火山的勝又健志，在當時引起了一些爭議。經此事件后，M聯盟出臺規定，允許了處於目無狀態的隊伍積極取得名次，理由是可以爭取亞軍或者季軍。

## 目無時的措施

### 延長賽
101競技聯盟的官方頭銜戰，八翔位戰中設置了一定的勝利條件，如果直到終局仍沒有人達成勝利條件或者點數相同，則會舉行延長戰。這麼一來，即使是最後一名的人也會盡力阻止其他人滿足勝利條件，因此就沒有了目無問題。

### 新決勝方式
RMU（Real Mahjong Unit）在一部分頭銜戰中使用的方式。決賽打完規定半莊數後開始進行的延長賽。其規定為：
1. 以打完規定半莊數後的總成績當作起始分數
2. 座位按照目前分數名次就坐，名次順序與打牌順序相反（第四名的下家為第三名，對家為第二名，上家為第一名）[5]；成績順位發生變動時立即變動座位
3. 全部視為東1局0本場
4. 胡牌的人如果在結算該局分數後為第一則獲勝，否則比賽繼續進行直到有人胡牌且結算後變成第一（不聽罰符不會直接讓選手勝出）
5. 除了首局是由暫居第一的選手以正常方式擲骰決定該局莊家之外，均由前一局胡牌的選手當莊家（無視普通順序）
6. 流局時如果莊家沒聽牌則輪莊：逆時針數第一個有聽牌的人當次局莊家。如果所有人都沒聽牌則由現在的南家當下一局的莊家。

這種情況下，規定半莊數打完無論落後多少，所有人都還是有機會奪冠，當然也就沒有所謂目無的問題（因為新決勝並未限制局數）。

### 獎金
京都Green盃提供胡滿貫以上的人獎金，並禁止終局自摸切，為目無的選手提供了胡牌動機。

### 自動降級／替補戰
RTD聯盟於2017年開始的自動降級制度中，每區的第八名與第七名會自動降級並失去翌年的出場權，並由兩名推薦名單遞補。所以低排名的選手也會更注重自己的成績。

### 反應個人成績
全日本麻將協會會管理每一名選手每一戰的得分情況及生涯成績，所以選手即使目無狀態也會為了個人成績而努力打牌。